# Chiesa di San Remigio (Lasa)
La chiesa di San Remigio (in tedesco St. Remigius Kirche) è la parrocchiale di Oris (Eyrs), frazione di Lasa (Loos) in Alto Adige. Fa parte del decanato di Silandro nella diocesi di Bolzano-Bressanone e risale al XIX secolo.

## Descrizione
La chiesa è un monumento sottoposto a tutela col numero 15495 nella provincia autonoma di Bolzano.